# Guido Pardini
Guido Pardini (ur. 24 maja 1953 w Lukka, zm. 22 października 2007 w Lukka) – włoski kierowca wyścigowy.

## Kariera
Pardini rozpoczął międzynarodową karierę w wyścigach samochodowych w 1976 roku od startów we  Włoskiej Formule 3, Brytyjskiej Formule 3 BARC oraz Europejskiej Formule 3. Nigdzie jednak nie zdołał zdobyć punktów. W późniejszych latach pojawiał się także w stawce Europejskiej Formuły 2, Brytyjskiej Formuły 1, Grand Prix Monza oraz Grand Prix Monako.
W Europejskiej Formule 2 Włoch startował w latach 1977, 1981. Jednak w żadnym z jedenastu wyścigów, w których wystartował, nie zdołał zdobyć punktów.